# Giovanni Gentile (compositore)
Giovanni Gentile (Olevano Romano, ... – dopo il 1649) è stato un compositore italiano.

## La vita e le opere
Allo stato attuale delle ricerche, due sono le fonti di informazione disponibili: la raccolta di musiche didattiche, unica sua opera a noi pervenuta, Solfeggiamenti et ricercari a due voci (Lodovico Grignani, Roma 1642) e l'Inventario dei beni della bottega dello stampatore romano Sebastiano Testa, pubblicato modernamente da Patrizio Barbieri in «Musica, tipografi e librai a Roma: Tecnologie di stampa e integrazioni biografiche (1583-1833)», Recercare, 7 (1995).
Nel frontespizio della sua raccolta, Gentile è detto «Signor Giovanni Gentile d'Olevano», dunque era un laico ed era nato a Olevano Romano, sebbene l'esistenza di almeno un altro Olevano in Lomellina possa far nascere qualche dubbio. Pur tuttavia, il fatto che la vita artistica di Gentile si sia apparentemente svolta solo a Roma, fa propendere per la prima ipotesi.
Riguardo all'attività didattica ne sono testimonianza sia la sua unica pubblicazione di solfeggiamenti a due, sia le notizie riportate nel summenzionato inventario, che alla data del 13 dicembre 1729 riporta: «Giovanni Gentile nel 1645-49 è registrato come musico in Santo Stefano del Cacco (Roma), assieme a tre nipoti e ad alcuni ospiti, forse suoi allievi. Nelle vicinanze esercitava la sua attività anche lo stampatore Ludovico Grignani, che nel 1642 gli aveva pubblicato i Solfeggi e ricercari a 2 voci». Di un nipote e di un allievo abbiamo notizia ancora nella stampa dei Solfeggiamenti: la dedica al cardinale Francesco Maria Brancaccio è firmata dall'allievo Marco Aurelio Desideri, che compose anche il quattordicesimo e ultimo solfeggio, mentre il secondo è «Del Signor Carlo Gentile, Nipote e Discepolo dell'Autore».